# Punomys
Punomys is een geslacht van knaagdieren uit de Sigmodontinae dat voorkomt in de hoge Andes van Peru, tot op 4400 m hoogte. Er zijn in totaal slechts 22 exemplaren bekend, 11 van elke soort.

## Indeling
Het geslacht omvat twee soorten:
- Punomys kofordi Pacheco & Patton, 1995 (Cordillera Carabaya, Zuid-Peru)
- Punomys lemminus Osgood, 1943 (Zuid-Peru)

Andalgalomys · Auliscomys · Calassomys · Calomys · Eligmodontia · Galenomys · Graomys · Loxodontomys · Phyllotis · Salinomys · Tapecomys